# Питер Вир
Питер Линдзи Вир (енгл. Peter Lindsay Weir; Сиднеј, 21. август 1944) аустралијски је пензионисани филмски режисер и сценариста.
Познат је по томе што је током четрдесет година каријере режирао филмове који су укрштали различите жанрове као што су Пикник код Хангинг Рока (1975), Галипоље (1981), Сведок (1985), Друштво мртвих песника (1989), Неустрашиви (1993), Труманов шоу ( 1998), Господар и командант: Далека страна света (2003) и Бег из дивљине (2010). За своје филмове имао је шест номинација за Оскара, а додељен му је Почасна награда Оскара 2022. године за животно дело.

## Биографија
Питер Линдзи Вир је рођен у Сиднеју, Новом Јужном Велсу, 1944. године, као син Пеги (рођена Барнсли Сатон) и Линдзија Вира, агента за некретнине. Вир је студирао уметност и право на Универзитету у Сиднеју. Његово интересовање за филм подстакао је сусрет са колегама студентима, укључујући Филипа Нојса и будуће чланове сиднејског филмског колектива Убу Филмс.
На почетку своје редитељске каријере, Вир је био водећа фигура у аустралијском кинематографском покрету новог таласа (1970–1990). Вир је дебитовао са играним филмом Homesdale и наставио са мистериозном драмом Пикник ког Хангинг Рока (1975), натприродним трилером Последњи талас (1977) и историјском драмом Галипоље (1981). Вир је постигао огроман успех са мултинационалном продукцијом Година опасног живљења (1982).
Након што је напустио универзитет средином 1960-их, придружио се сиднејској телевизијској станици АТН-7, где је радио као асистент продукције на револуционарном програму сатиричне комедије The Mavis Bramston Show. Током овог периода, користећи просторије станице, Вир је снимио два експериментална кратка филма, Последња вежба грофа Вима и Живот и лет велечасног Бакшота.
После успеха Године опасног живота, Вир је режирао разнолику групу америчких и међународних филмова који покривају већину жанрова – од којих су били многи велики хитови на благајни – укључујући филмове номиноване за Оскара, као што су трилер Сведок (1985), драма Мртви Друштво песника (1989), романтична комедија Зелена карта (1990), друштвено-фантастична комедија-драма Труманов шоу (1998) и епска историјска драма Господар и командант: Далека страна света (2003). Његов последњи филм пре пензионисања био је добро прихваћен Бег из дивљине (2010).
Дана 14. јуна 1982, Вир је одликован Орденом Аустралије (AM) за свој рад у филмској индустрији.

## Филмографија
| Година | Наслов                                    | Наслов у изворном облику                        | Дистрибутер                                                     |
| ------ | ----------------------------------------- | ----------------------------------------------- | --------------------------------------------------------------- |
| 1971.  | Хоумсдејл                                 | Homesdale                                       |                                                                 |
| 1974.  | Аутомобили који су појели Париз           | The Cars That Ate Paris                         | British Empire Films                                            |
| 1975.  | Пикник код Хангинг Рока                   | Picnic at Hanging Rock                          | British Empire Films                                            |
| 1977.  | Последњи талас                            | The Last Wave                                   | United Artists                                                  |
| 1981.  | Галипоље                                  | Gallipoli                                       | Village Roadshow / Paramount Pictures                           |
| 1982.  | Година опасног живљења                    | The Year of Living Dangerously                  | United International Pictures / MGM/UA Entertainment Company    |
| 1985.  | Сведок                                    | Witness                                         | Paramount Pictures                                              |
| 1986.  | Обала комараца                            | The Mosquito Coast                              | Warner Bros.                                                    |
| 1989.  | Друштво мртвих песника                    | Dead Poets Society                              | Buena Vista Pictures                                            |
| 1990.  | Зелена карта                              | Green Card                                      | Buena Vista Pictures                                            |
| 1993.  | Неустрашиви                               | Fearless                                        | Warner Bros.                                                    |
| 1998.  | Труманов шоу                              | The Truman Show                                 | Paramount Pictures                                              |
| 2003.  | Господар и командант: Далека страна света | Master and Commander: The Far Side of the World | 20th Century Studios                                            |
| 2010.  | Бег из дивљине                            | The Way Back                                    | Newmarket Films / Exclusive Film Distribution / Meteor Pictures |

## Награде и номинације
| Година | Наслов                                    | Оскар      | Оскар    | БАФТА      | БАФТА    | Златни глобус | Златни глобус |
| Година | Наслов                                    | Номинације | Побеђује | Номинације | Побеђује | Номинације    | Побеђује      |
| ------ | ----------------------------------------- | ---------- | -------- | ---------- | -------- | ------------- | ------------- |
| 1975.  | Пикник код Хангинг Рока                   |            |          | 3          | 1        |               |               |
| 1981.  | Галипоље                                  |            |          |            |          | 1             |               |
| 1982.  | Година опасног живљења                    | 1          | 1        |            |          | 1             |               |
| 1985.  | Сведок                                    | 8          | 2        | 7          | 1        | 6             |               |
| 1986.  | Обала комараца                            |            |          |            |          | 2             |               |
| 1989.  | Друштво мртвих песника                    | 4          | 1        | 6          | 2        | 4             |               |
| 1990.  | Зелена карта                              | 1          |          | 1          |          | 3             | 2             |
| 1993.  | Неустрашиви                               | 1          |          |            |          | 1             |               |
| 1998.  | Труманов шоу                              | 3          |          | 7          | 3        | 6             | 3             |
| 2003.  | Господар и командант: Далека страна света | 10         | 2        | 8          | 4        | 3             |               |
| 2010.  | Бег из дивљине                            | 1          |          |            |          |               |               |
| Укупно | Укупно                                    | 29         | 6        | 32         | 11       | 27            | 5             |